# 系列外ネット
系列外ネット（けいれつがいネット）とは、東京キー局 (関東広域) や大阪 (近畿広域) や名古屋 (中京広域) の準キー局が制作・放送する番組を、その系列に属していない他系列または独立局のローカル局が番組販売でネットすることを指す。

## テレビの場合
民放テレビが4局以下である地方で多く見られるものの、4局ある地域のほとんどがテレビ東京などのTXN系列の製作の番組のみで、それ以外の系列は3局以下の地域がほとんどである。中には3局以上のキー局から番組ネットを受ける局も存在する。また一部の地域では、平成新局が3局以上のキー局から番組ネットを受ける例も存在した。中には当該地域に系列局が存在するにもかかわらず、他の系列局で放送されるケースも見られる。
逆に三大都市圏では独立テレビ局がそれに該当し、特にTXN系列局製作の番組を系列局が他の系列局に比べエリアが小さい中京圏や近畿圏の独立局がネットしているほか、京阪神地方ではキー局またはその系列局が制作した番組の一部を大阪の準キー局の編成の都合上、KBS京都やサンテレビがネットしているほか、大阪や名古屋の準キー局が制作した番組の一部をキー局や準キー局の編成の都合上、独立局がネットすることもある。

## ラジオの場合
AMラジオ局の場合、番組の制作能力不足の解消やスポンサー確保などの面からラジオネットワークが構築されたため、ニュースネットワークを軸に関係を強化していったテレビ局とは違いNRN・JRNの両者から番組供給を受けるクロスネット局も多いため、系列の拘束力はさほど強くない。またラジオネットワークとは関係なく、スポンサーの営業地域のラジオ局のみがネットするスポンサードネットワーク番組も盛んである。そもそもラジオ局は系列化が進んだテレビ局とは違い、地元資本であるため各局の独立性が強く、スポンサー・番組も地元に密着したものが中心になっているという違いもある。
民放ラジオ局の開局が相次いだ1950年代には、番組制作能力の不足から現在のラジオネットワークとは異なる独自の番組供給ネットワークを結成して共同で番組制作・番組販売を行っていた。現在でも野球中継の制作や夜から早朝帯の全国向け番組で、系列外のラジオ局を含む独自ネットワークが組まれている。過去の独自ネットワークの名残りとして、NRN系列局（文化放送・ニッポン放送など）が制作した番組をJRN単独局（CBC・RKB・RBC）や独立局の岐阜放送やラジオ関西がネットする事が多いほか、逆にJRN系列局（TBSラジオなど）が製作した番組をNRN単独局がネットするなどの事例がある。またかつて民放FMラジオ局がなかった地方ではJFN系列局（TOKYO FMなど）が制作した番組を当該地域のAMラジオ局がネットする事もあった。特殊な例としてはTOKYO FM制作の震災情報 官邸発がJFN系列局の他に、(東日本大震災で被災した)青森から茨城のAMラジオ局と該当地域で地震・津波の被害を受けた地域にあるcFMラジオ局にネットされた例もある。